# ウズベキスタンの鉄道

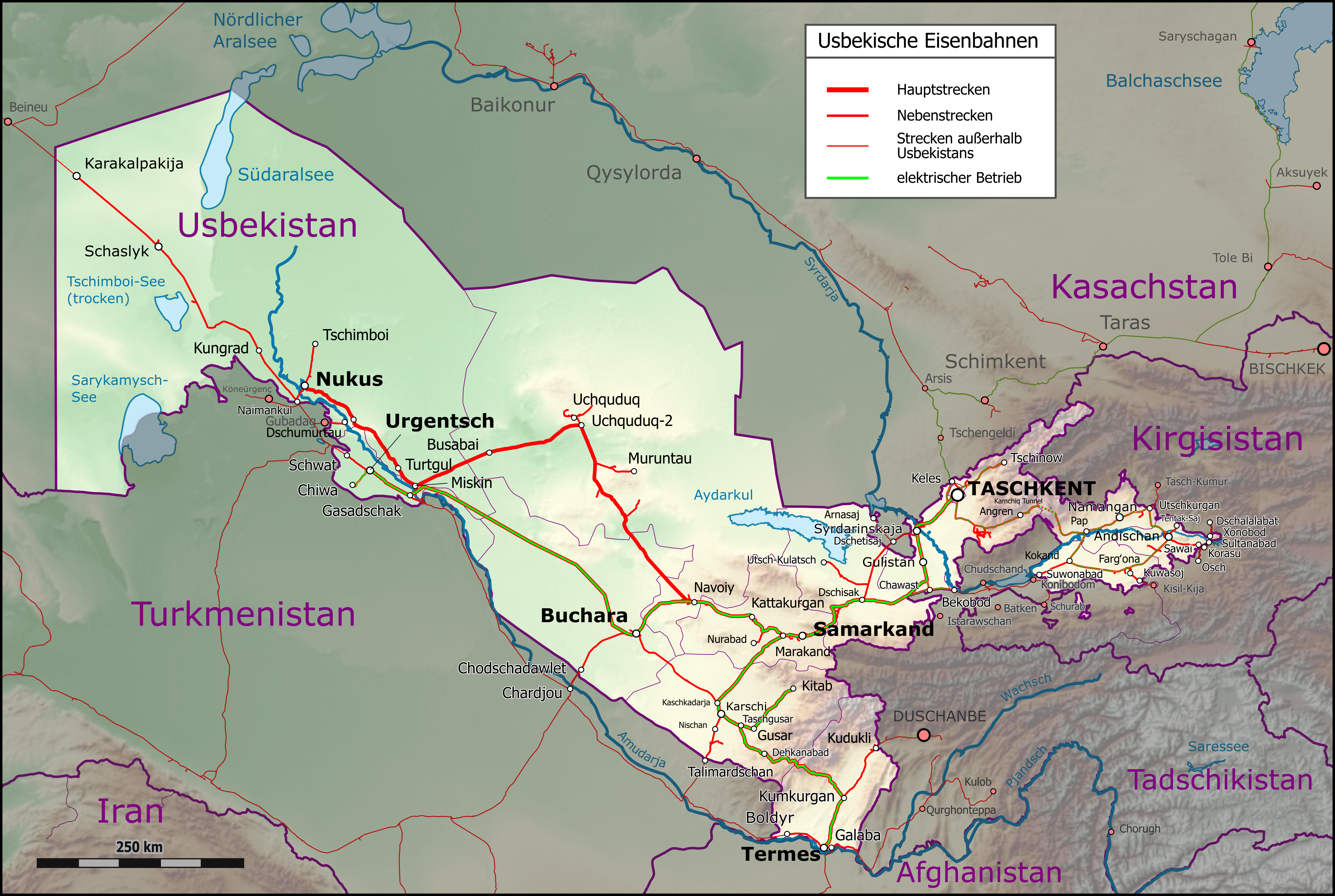
ウズベキスタンの鉄道網

ウズベキスタンの鉄道では、ウズベキスタンにおける鉄道について記す。

## 軌間
ウズベキスタンの鉄道の軌間は広軌（1,520mm）である。（距離：4,669km）

## 鉄道史
ウズベキスタン鉄道#略史を参照。

## 事業者
- ウズベキスタン鉄道

## 隣接国との鉄道接続状況
- カザフスタン - 接続あり
- キルギス - 接続あり
- タジキスタン - 接続あり
- アフガニスタン - 接続あり
- トルクメニスタン - 接続あり

## 高速鉄道
- タシュケント・サマルカンド高速鉄道